# Madelief, krassen in het tafelblad
Madelief, krassen in het tafelblad é um filme de drama neerlandês de 1998 dirigido e escrito por Ineke Houtman e Rob Arends. Foi selecionado como representante dos Países Baixos à edição do Oscar 1999, organizada pela Academia de Artes e Ciências Cinematográficas.

## Elenco
- Madelief Verelst - Madelief
- Giulia Fleury
- Rijk de Gooyer - Opa
- Peter Blok
- Margo Dames - Moeder
- Kitty Courbois - Oma
- Veerle Dobbelaere
- Frederik Brom - Mischa
- Tjerk Risselada
- Pim Lambeau
- Adrian Brine
- Ineke Veenhoven - Buurvrouw
- Rob van de Meeberg - Buurman
- Jaap Stobbe - Jaap
- Ingeborg Elzevier - Vrouw van Jaap